# Simeon Schterew (Ringer)

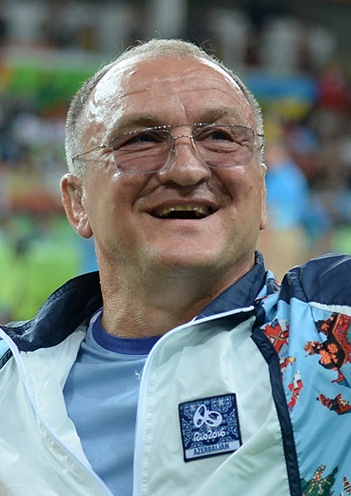
Simeon Schterew, 2016

Simeon Atanassow Schterew (bulgarisch Симеон Щерев; * 8. Februar 1959 in Mikrewo, Oblast Blagoewgrad) ist ein ehemaliger bulgarischer Ringer. Er war 1981 Weltmeister und 1982, 1983 und 1984 Europameister im freien Stil im Federgewicht.

## Werdegang
Simeon Schterew, der als Jugendlicher mit dem Ringen begann, wurde nach ersten größeren Erfolgen im Juniorenbereich zum bulgarischen Spitzenclub Levski-Spartak Sofia delegiert und dort von erfahrenen Trainern zu einem hervorragenden Freistilringer ausgebildet. Bereits im Jahre 1979 gab er mit einem Sieg bei den Balkan-Spielen in Jambol im Federgewicht seinen Einstand bei internationalen Meisterschaften. Im selben Jahr wurde er in Ulaanbaatar Vize-Weltmeister der Junioren im Federgewicht hinter dem sowjetischen Sportler Magomedgassan Abuschew, aber vor Raúl Cascaret, Kuba und Kazuhito Sakae aus Japan.
1980 wurde er auch bei der Europameisterschaft in Prievidza bei den Senioren eingesetzt. Er erreichte dort mit vier Siegen und einer Niederlage gegen Magomedgassan Abuschew im Finale den 2. Platz. Zu den Olympischen Spielen 1980 in Moskau wurde vom bulgarischen Ringerverband aber nicht er, sondern der erfahrenere Miho Dukow entsandt.
Bei der Europameisterschaft 1981 in Łódź kam dann wieder Simeon Schterew zum Einsatz. Er landete in Łódź fünf Siege und schlug dabei u. a. die beiden deutschen Vertreter Erhard Pocher aus Jena und Michael Kuhn aus Witten. Im Halbfinale unterlag er aber dem sowjetischen Sportler Busai Ibragimow nach Punkten und kam damit auf den 3. Platz. Bei der Weltmeisterschaft desselben Jahres in Skoplje feierte Simeon Schterew dann den größten Erfolg seiner Laufbahn. Er wurde mit sieben Siegen Weltmeister im Federgewicht. Seine härtesten Konkurrenten waren dabei Kokichi Sugino aus Japan, József Orbán aus Ungarn und Marian Skubacz aus Polen.
1982 wurde Simeon Schterew in Warna erstmals auch Europameister, wobei ihm dieses Mal auch ein Sieg über Busai Ibragimow gelang, konnte aber seinen Titel bei der Weltmeisterschaft in Edmonton nicht verteidigen. Grund dafür war, dass der Olympiasieger und vielfache Weltmeister im Bantamgewicht Sergej Beloglasow in das Federgewicht aufgestiegen war und Simeon Schterew im Endkampf nach Punkten besiegte.
1983 holte sich Simeon Schterew in Budapest seinen zweiten EM-Titel vor dem neuen sowjetischen Starter Iwan Grigorjew und seinen alten Rivalen József Orbán und Marian Skubacz. Bei der Weltmeisterschaft 1983 in Kiew erreichte er nach einer Niederlage im Poolfinale gegen Wiktor Alexejew aus der UdSSR durch einen Sieg über Kazuhito Sakae aus Japan den 3. Platz.
1984 konnte Simeon wegen des Boykotts der Olympischen Spiele in Los Angeles durch die sozialistischen Staaten nur bei der Europameisterschaft in Jönköping starten. Er war dort wieder in hervorragender Form und wurde zum dritten Male Europameister. Im Endkampf besiegte er dabei Wiktor Alexejew, gegen den er bei der Weltmeisterschaft des Vorjahres noch verloren hatte, knapp aber verdient mit 8:6 Punkten.
1985 startete Simeon Schterew bei der Europameisterschaft in Leipzig erstmals im Leichtgewicht, um dem strapaziösen Abtrainieren aus dem Wege zu gegen. In dieser neuen Gewichtsklasse erreichte er auf Anhieb den 3. Platz. Bei der Weltmeisterschaft desselben Jahres in Budapest gewann er dann erstmals bei einer internationalen Meisterschaft keine Medaille. Nach einer Niederlage gegen Arsen Fadsajew aus der UdSSR im Pool-Finale unterlag er im Kampf um die Bronzemedaille überraschenderweise auch dem Kanadier Pat Sullivan und musste mit dem 4. Platz zufrieden sein.
In den Jahren 1986 und 1987 gewann er aber bei den vier Starts, die er absolvierte, wieder drei Medaillen. Bei der Europameisterschaft 1986 in Athen wurde er nach einer Finalniederlage gegen Abdulla Magomedow aus der UdSSR Vize-Europameister und bei der Weltmeisterschaft desselben Jahres in Budapest belegte er durch einen Sieg über Andre Metzger aus den USA den 3. Platz. Diesen Platz belegte er auch bei der Europameisterschaft 1987 im heimischen Veliko Tarnovo, während er bei der Weltmeisterschaft 1987 in Clermont-Ferrand im Leichtgewicht nur den 5. Platz belegte.
1988 bekam Simeon Schterew dann in Seoul endlich die Chance, um eine olympische Medaille zu kämpfen. Er hatte dazu wieder in das Federgewicht abtrainiert, weil er sich in dieser Gewichtsklasse größere Medaillenchancen ausrechnete. Seine Erwartungen wurden auch erfüllt, wenn er auch nicht die Goldmedaille gewann. Den Weg dazu verbaute ihm der überragende US-Amerikaner John Smith, der ihn im Pool-Finale besiegte. Im Kampf um die Bronzemedaille schlug er dann den Iraner Akbar Fallah.
Nach einer langen Pause auf der internationalen Ringermatte, die von 1989 bis 1994 dauerte, versuchte Simeon Schterew bei der Weltmeisterschaft 1995 in Atlanta im Hinblick auf die Olympischen Spiele 1996 in derselben Stadt, bei der er noch einmal starten wollte, ein Comeback. Dieses ging jedoch schief, denn er schied in Atlanta frühzeitig aus und  belegte nur den 14. Platz, womit sein Comeback-Versuch auch beendet war.
Simeon Schterew ist jetzt Trainer im bulgarischen Ringerverband.

## Internationale Erfolge
| Jahr | Platz  | Wettbewerb                                                          | Gewichtsklasse | |
| 1979 | 1.     | Balkan Spiele in Jambol                                             | Feder          | vor Traian Marinescu, Rumänien, Georgios Athanasiadis, Griechenland und Nesamettin Oruc, Türkei                                                                                  |
| 1979 | 2.     | Junioren-WM (Espoirs) in Ulaanbaatar                                | Feder          | hinter Magomedgassan Abuschew, UdSSR u. vor Raúl Cascaret, Kuba, Kazuhito Sakae, Japan u. Jukka Rauhala, Finnland                                                                |
| 1980 | 2.     | EM in Prievidza                                                     | Feder          | mit Siegen über Gigel Anghel, Rumänien, Risto Darlev, Jugoslawien, Jan Szymanski, Polen u. Zoltán Szalontai, Ungarn u. einer Niederlage gegen Magomedgassan Abuschew             |
| 1981 | 3.     | Großer Preis der Bundesrepublik Deutschland in Freiburg im Breisgau | Feder          | hinter Busai Ibragimow u. Timor Hasukow, bde. UdSSR u. vor Zoltán Szalontai, Marian Skubacz, Polen u. Michael Kuhn, BRD                                                          |
| 1981 | 3.     | EM in Łódź                                                          | Feder          | mit Siegen über Panajotis Keouphais, Griechenland, Erhard Pocher, DDR, Michael Kuhn, Josef Culak, CSSR u. Antonio La Bruna, Italien u. einer Niederlage gegen Busai Ibragimow    |
| 1981 | 1.     | WM in Skoplje                                                       | Feder          | mit Siegen über Traian Marinescu, Austin Atasie, Nigeria, Richard Szelmowski, Frankreich, Lee Tung Kum, Nordkorea, Kokichi Sugino, Japan, József Orbán, Ungarn u. Marian Skubacz |
| 1982 | 1.     | EM in Warna                                                         | Feder          | vor Gambaz, Türkei, Busai Ibragimow, Antonio La Bruna, Marian Skubacz u. Jordanko Janev, Jugoslawien                                                                             |
| 1982 | 2.     | WM in Edmonton                                                      | Feder          | hinter Sergej Beloglasow, UdSSR u. vor József Orbán, Randy Lewis, USA, Marian Skubacz u. Traian Marinescu                                                                        |
| 1983 | 1.     | EM in Budapest                                                      | Feder          | vor Iwan Grigorjew, UdSSR, József Orbán, Marian Skubacz, Antonio La Bruna u. Gerard Santoro, Frankreich                                                                          |
| 1983 | 3.     | WM in Kiew                                                          | Feder          | hinter Wiktor Alexejew, UdSSR u. Lee Roy Smith, USA u. vor Kazuhito Sakae, Traian Marinescu u. Awirmediin Enchee, Mongolei                                                       |
| 1984 | 3.     | „Werner-Seelenbinder“-Turnier in Leipzig                            | Leicht         | hinter Bernd Jablonski, DDR u. Busai Ibragimow uö. vor Mustafow, Bulgarien u. Andrzej Kubiak, Polen                                                                              |
| 1984 | 1.     | EM in Jönköping                                                     | Feder          | mit Siegen über József Orbán, Antonio La Bruna, Traian Marinescu, Martin Herbster, BRD u. Wiktor Alexejew                                                                        |
| 1985 | 3.     | EM in Leipzig                                                       | Leicht         | mit Siegen über Oscar Seghers, Belgien, Jukka Rauhala, Cendea, Rumänien u. Zoltán Szalontai u. einer Niederlage gegen Fevzi Şeker, Türkei                                        |
| 1985 | 4.     | WM in Budapest                                                      | Leicht         | hinter Arsen Fadsajew, UdSSR, Bujandelgeriin Bold, Mongolei u. Pat Sullivan, Kanada u. vor Zoltan Szalontei u. Andrzej Kubiak                                                    |
| 1986 | 2.     | EM in Athen                                                         | Leicht         | hinter Abdulla Magomedow, UdSSR u. vor Jan Szymanski, Jukka Rauhala, Georgios Athanasiadis u. Ahmet Çakıcı, BRD                                                                  |
| 1986 | 3.     | WM in Budapest                                                      | Leicht         | hinter Arsen Fadsajew u. Andre Metzger, USA u. vor Eugenio Montero, Kuba, Jukka Rauhala u. David McKay, Kanada                                                                   |
| 1987 | 3.     | EM in Veliko Tarnovo/Bulgarien                                      | Leicht         | hinter Arsen Fadsajew u. Georgios Athanasiadis u. vor Jukka Rauhala, Daniel Santoro und Daniel Ionita, Rumänien                                                                  |
| 1987 | 5.     | WM in Clermont-Ferrand                                              | Leicht         | hinter Arsen Fadsajew, Georgios Athanasiadis, Andre Metzger u. Kōsei Akaishi, Japan u. vor Park Jang-Soon, Südkorea                                                              |
| 1988 | 3.     | EM in Manchester                                                    | Feder          | hinter Stepan Sargsjan, UdSSR u. Karsten Polky, DDR u. vor Giovanni Schillaci, Italien, Jörg Helmdach, BRD u. Katar M. Ali, Türkei                                               |
| 1988 | Bronze | OS in Seoul                                                         | Feder          | hinter John Smith, USA u. Stepan Sargsjan u. vor Akbar Fallah, Jörg Helmdach u. Awirmediin Enchee, Mongolei                                                                      |
| 1988 | 1.     | FILA-Grand-Prix-Turnier in Budapest                                 | Feder          | vor József Orbán, Giovanni Schillaci u. Rudolf Markus, Ungarn |
| 1995 | 14.    | WM in Atlanta                                                       | Leicht         | Sieger: Arajik Geworgjan, Armenien vor Akbar Fallah u. Jesus Rodriguez, Kuba |

Anm.: alle Wettkämpfe im freien Stil, OS = Olympische Spiele, WM = Weltmeisterschaft, EM = Europameisterschaft, Federgewicht, bis 62 kg, Leichtgewicht, bis 68 kg Körpergewicht